# Metapolybia decorata
Metapolybia decorata är en getingart som först beskrevs av Giovanni Gribodo 1896.
'Metapolybia decorata ingår i släktet Metapolybia och familjen getingar. Inga underarter finns listade i Catalogue of Life.